# Kalankó
Os Kalankó são um povo ameríndio que habita o estado brasileiro de Alagoas. Formam uma sociedade de 390 indivíduos.